# Henry Pelham-Clinton, IV duca di Newcastle
Henry Pelham-Clinton, IV duca di Newcastle (Walton, 31 gennaio 1785 – Clumber, 12 gennaio 1851), è stato un politico inglese.

## Biografia
Era il figlio maggiore di Thomas Pelham-Clinton, III duca di Newcastle, e di sua moglie Lady Anne Mary Stanhope. Studiò a Eton College. Suo padre morì quando lui aveva dieci anni. Nel 1803, incoraggiato dalla Pace di Amiens che ha fornito una pausa all'ostilità con la Francia, la madre e il patrigno lo portarono in un tour europeo. Purtroppo, scoppiò la guerra, ancora una volta, e il giovane duca venne arrestato a Tours nel 1803, dove rimase fino al 1806.

## Carriera
Ha servito come Lord luogotenente del Nottinghamshire (1809-1839), ed è stato anche Sovrintendente della foresta di Sherwood e di Folewood Park. Nel 1812 è stato nominato Cavaliere della Giarrettiera.
Il 22 marzo 1821 pubblicò un opuscolo in forma di una lettera a Lord Liverpool, per protestare contro un progetto di legge per l'Emancipazione Cattolica.

## Matrimonio
Sposò, il 18 luglio 1807, Lady Georgina Elizabeth Mundy, figlia di Edward Miller-Mundy e di Georgiana Chadwick. Ebbero quattordici figli:
- Lady Anna Maria Pelham-Clinton (1808-1822);
- Lady Georgiana Pelham-Clinton (1810-1874);
- Henry Pelham-Clinton, V duca di Newcastle-under-Lyne (1811-1864);
- Lady Charlotte Pelham-Clinton (1812-1886);
- Lord Charles Pelham Pelham-Clinton (1813-1894), sposò Elizabeth Grant, ebbero sette figli;
- Lord Thomas Charles Pelham-Clinton (1813-1882), sposò Marianne Gritton nel 1843, separati nel 1865
- Lord William Pelham-Clinton (1815-1850);
- Lt. Lord Edward Pelham-Clinton (1816-1842);
- Lord John Pelham-Clinton (1817);
- Lady Caroline Augusta Pelham-Clinton (1818-1898), sposò Sir Cornwallis Ricketts, II Baronetto, ebbero sei figli;
- Lady Henrietta Pelham-Clinton (1819-1890), sposò l'ammiraglio Edwin Clayton D'Eyncourt, ebbero una figlia;
- Lord Robert Renebald Pelham-Clinton (1820-1867);
- una figlia nata morta (1822);
- Lord George Pelham Clinton (1822), morì 13 giorni dopo la nascita.

## Morte
Sua moglie morì nel 1822 di parto. Egli non si risposò. Morì nel gennaio 1851, all'età di 65 anni.

## Ascendenza
|                                                 |                                             |                                         | Genitori                                              |  |  | Nonni |  |  | Bisnonni                               |  |  | Trisnonni                                |  |
|                                                 |                                             |                                         |                                                       |  |  |       |  |  | 8. Henry Clinton, VII conte di Lincoln |  |  | 16. Francis Clinton, VI conte di Lincoln |  |
|                                                 |                                             |                                         |                                                       |  |  |       |  |  | 8. Henry Clinton, VII conte di Lincoln |  |  | 16. Francis Clinton, VI conte di Lincoln |  |
|                                                 |                                             | 17. Susan Penyston                      |                                                       |  |  |       |  |  | 8. Henry Clinton, VII conte di Lincoln |  |  |                                          |  |
| 4. Henry Pelham-Clinton, II duca di Newcastle   |                                             |                                         |                                                       |  |  |       |  |  | 8. Henry Clinton, VII conte di Lincoln |  |  |                                          |  |
|                                                 |                                             | 9. Lucy Pelham                          | 18. Thomas Pelham, I barone Pelham di Laughton        |  |  |       |  |  |                                        |  |  |                                          |  |
|                                                 |                                             | 9. Lucy Pelham                          | 18. Thomas Pelham, I barone Pelham di Laughton        |  |  |       |  |  |                                        |  |  |                                          |  |
|                                                 |                                             | 9. Lucy Pelham                          | 19. Grace Holles                                      |  |  |       |  |  |                                        |  |  |                                          |  |
| 2. Thomas Pelham-Clinton, III duca di Newcastle |                                             | 9. Lucy Pelham                          |                                                       |  |  |       |  |  |                                        |  |  |                                          |  |
|                                                 |                                             | 10. Henry Pelham                        | 20. Thomas Pelham, I barone Pelham di Laughton (= 18) |  |  |       |  |  |                                        |  |  |                                          |  |
|                                                 |                                             | 10. Henry Pelham                        | 20. Thomas Pelham, I barone Pelham di Laughton (= 18) |  |  |       |  |  |                                        |  |  |                                          |  |
|                                                 |                                             | 10. Henry Pelham                        | 21. Grace Holles (= 19)                               |  |  |       |  |  |                                        |  |  |                                          |  |
| 5. Catherine Pelham                             |                                             | 10. Henry Pelham                        |                                                       |  |  |       |  |  |                                        |  |  |                                          |  |
|                                                 |                                             | 11. Catherine Manners                   | 22. John Manners, II duca di Rutland                  |  |  |       |  |  |                                        |  |  |                                          |  |
|                                                 |                                             | 11. Catherine Manners                   | 22. John Manners, II duca di Rutland                  |  |  |       |  |  |                                        |  |  |                                          |  |
|                                                 |                                             | 11. Catherine Manners                   | 23. Catherine Russell                                 |  |  |       |  |  |                                        |  |  |                                          |  |
| 1. Henry Pelham-Clinton, IV duca di Newcastle   |                                             | 11. Catherine Manners                   |                                                       |  |  |       |  |  |                                        |  |  |                                          |  |
|                                                 | 12. William Stanhope, I conte di Harrington | 24. John Stanhope                       |                                                       |  |  |       |  |  |                                        |  |  |                                          |  |
|                                                 | 12. William Stanhope, I conte di Harrington | 24. John Stanhope                       |                                                       |  |  |       |  |  |                                        |  |  |                                          |  |
|                                                 | 12. William Stanhope, I conte di Harrington | 25. Dorothy Agard                       |                                                       |  |  |       |  |  |                                        |  |  |                                          |  |
| 6. William Stanhope, II conte di Harrington     | 12. William Stanhope, I conte di Harrington |                                         |                                                       |  |  |       |  |  |                                        |  |  |                                          |  |
|                                                 |                                             | 13. Anne Griffith                       | 26. Edward Griffith                                   |  |  |       |  |  |                                        |  |  |                                          |  |
|                                                 |                                             | 13. Anne Griffith                       | 26. Edward Griffith                                   |  |  |       |  |  |                                        |  |  |                                          |  |
|                                                 |                                             | 13. Anne Griffith                       | 27. Elizabeth Lawrence                                |  |  |       |  |  |                                        |  |  |                                          |  |
| 3. Anne Mary Stanhope                           |                                             | 13. Anne Griffith                       |                                                       |  |  |       |  |  |                                        |  |  |                                          |  |
|                                                 |                                             | 14. Charles FitzRoy, II duca di Grafton | 28. Henry FitzRoy, I duca di Grafton                  |  |  |       |  |  |                                        |  |  |                                          |  |
|                                                 |                                             | 14. Charles FitzRoy, II duca di Grafton | 28. Henry FitzRoy, I duca di Grafton                  |  |  |       |  |  |                                        |  |  |                                          |  |
|                                                 |                                             | 14. Charles FitzRoy, II duca di Grafton | 29. Isabella Bennet, II contessa di Arlington         |  |  |       |  |  |                                        |  |  |                                          |  |
| 7. Caroline Fitzroy                             |                                             | 14. Charles FitzRoy, II duca di Grafton |                                                       |  |  |       |  |  |                                        |  |  |                                          |  |
|                                                 |                                             | 15. Henrietta Somerset                  | 30. Charles Somerset, marchese di Worcester           |  |  |       |  |  |                                        |  |  |                                          |  |
|                                                 |                                             | 15. Henrietta Somerset                  | 30. Charles Somerset, marchese di Worcester           |  |  |       |  |  |                                        |  |  |                                          |  |
|                                                 |                                             | 15. Henrietta Somerset                  | 31. Rebecca Child                                     |  |  |       |  |  |                                        |  |  |                                          |  |
|                                                 |                                             | 15. Henrietta Somerset                  |                                                       |  |  |       |  |  |                                        |  |  |                                          |  |